# Бывшие посёлки городского типа Новосибирской области
Бывшие посёлки городского типа Новосибирской области — посёлки городского типа, потерявшие данный статус в связи с административно-территориальными преобразованиями.

## Список
- Баган — пгт с 1966 года[1]. Дата потери статуса в источнике не указана, но в 1992 году уже упоминается как село[2].
- Бердск — пгт с 1934 года. Преобразован в город в 1944 году.
- Болотное — пгт с 1931 года[3]. В 1943 году присвоен статус города[4].
- Довольное — пгт с 1966 года[5]. Дата потери статуса в источнике не указана[6]. Ныне имеет статус села.
- Здвинск — пгт с 1978 года. В 1992 году возвращён статус села[7].
- Искитим — пгт с 1933 года[8]. В 1938 году присвоен статус города[9].
- Карасук — пгт с 1943 года[10]. В 1954 году присвоен статус города[11].
- Каргат — пгт с 1938 года. В 1945 году присвоен статус города[12].
- Купино — пгт с 1936 года[13]. В 1944 году присвоен статус города[14].
- Листвянский — преобразован в сельский населённый пункт в 2004 году[15][16].
- Обь — пгт с 1947 года. Преобразован в город в 1969 году.
- Пашино — включён в состав Новосибирска в 1997 году[17].
- Тогучин — пгт с 1936 года[18]. В 1945 году присвоен статус города[19].
- Чемский — включён в состав Новосибирска в 1958 году, ныне территория Советского района города[20].
- Чулым — пгт с 1935 года[21]. В 1947 году присвоен статус города[22].